# Kościół Najświętszego Serca Pana Jezusa w Dąbiu
Kościół pw. Najświętszego Serca Pana Jezusa – rzymskokatolicki kościół filialny należący do parafii św. Elżbiety Portugalskiej w Pławie (dekanat Krosno Odrzańskie diecezji zielonogórsko-gorzowskiej).

## Historia
Jest to świątynia wzniesiona na początku XIV wieku, następnie została rozbudowana o zakrystię i wieżę w XV wieku. Poddawana była remontom w 1674, 1710 oraz w 2. poł. XIX wieku, kieto to zostały przekształcone otwory okienne. Od czasu reformacji do 1945 roku była kościołem ewangelickim.

## Architektura
Budowla reprezentuje styl gotycki, jest orientowana, murowana, wzniesiona z kamienia, salowa na planie wydłużonego prostokąta, posiadająca zakrystię od strony północnej i wieżę od strony zachodniej, nakrywają ją dachy dwuspadowe, wieża jest nakryta dachem namiotowym. nawę nakrywa strop, natomiast zakrystia jest nakryta sklepieniem kolebkowym z łukiem zaostrzonym.